# Leucauge roseosignata
Leucauge roseosignata là một loài nhện trong họ Tetragnathidae.
Loài này thuộc chi Leucauge. Leucauge roseosignata được Cândido Firmino de Mello-Leitão miêu tả năm 1943.